# Lymantria oberthuri
Lymantria oberthuri este o specie de molii din genul Lymantria, familia Lymantriidae, descrisă de Lucas 1906 Conform Catalogue of Life specia Lymantria oberthuri nu are subspecii cunoscute.